# Saint-Simon-de-Bordes
Saint-Simon-de-Bordes è un comune francese di 689 abitanti situato nel dipartimento della Charente Marittima nella regione della Nuova Aquitania.

## Società

### Evoluzione demografica
Abitanti censiti